# Uránia Nemzeti Filmszínház
Az Uránia Nemzeti Filmszínház egy mozi Budapest VIII. kerületében, a Rákóczi úton, amely az Art Mozi és az Europa Cinemas hálózatok tagjaként elsősorban filmvetítéseket tart, emellett számos más kulturális rendezvénynek ad otthont. Épülete országosan védett műemlék.

## Története
Az Uránia Nemzeti Filmszínház épülete az 1890-es évek közepén épült az akkori Kerepesi, a mai Rákóczi úton. Egyes források az 1893-as évet jelölik meg az építkezés kezdeteként, mások 1895-öt, az azonban biztos, hogy mulatónak, azaz korabeli kifejezéssel élve „orfeumnak” épült. Építtetője Rimanóczy Kálmán nagyváradi építési vállalkozó volt, az épületet Schmahl Henrik tervezte, aki sikeresen ötvözte a velencei gótika, az itáliai reneszánsz formai elemeit az arab-mór építészet díszítőelemeivel, így jött létre Budapest egyik legmeghatározóbb „mór” stílusú épülete. Az orfeum kezdetben Caprice néven működött, majd a tulajdonos Oroszi Antal tönkrementével Alhambra elnevezéssel üzemelt tovább. Később vándorkomédiások vették birtokba, egészen 1899-ig, amikor áprilisban, az egykori mulatóban megnyitották az Uránia Tudományos Színházat. 
A XIX. század második felében világszerte tért hódított a felnőttek művelődését célzó szabad tanítás gondolata és mozgalma. 1897-ben a Magyar Tudományos Akadémia kezdeményezésére megalakult az Uránia Ismeretterjesztő Társaság, mely a tudomány népszerűsítését tűzte zászlajára, és rendszeresen tartott előadásokat, felolvasásokat a budapesti polgárok épülésére. Az Uránia Tudományos Színházat, ezt az új intézményt 1899-ben felszerelték álló és később mozgóképek bemutatására alkalmas vetítőberendezésekkel – így indult útjára az immár több mint százéves Uránia filmszínház.
Az Uránia neve elválaszthatatlan A táncztól, ez lett a címe ugyanis az első, tudatosan rendezett magyar mozgófilmnek, melynek jeleneteit az Uránia Tudományos Színház tetőteraszán rögzítette Zsitkovszky Béla. A táncz kultúrtörténeti anyagát Pekár Gyula és Kern Aurél zenetörténész állította össze. A filmen Blaha Lujza, Márkus Emília, Pálmay Ilka, Fedák Sári és a budapesti Operaház balerinái különböző táncokat mutatnak be a csárdástól az angol táncig. A magyar filmtörténet nagy szomorúságára a filmből egyetlen példány sem maradt az utókorra, csak az előadás nyomtatott szövege, néhány állófotó a forgatásról és a színlap.
Az Uránia-beli tudományos-ismeretterjesztő előadások népszerűségét jelzi, hogy Karinthy Frigyes is megörökítette az Így írtok tiben, az írás címe: A bőr, „alcím: tudományos előadás három részben, 114 színesen vetített képpel és 18 mozgófényképpel”. Sokat idézett mondása e humoreszknek: „Már a régi görögöknél találjuk a bőrt...”
1916-tól kezdve az Uránia filmszínházi műsorok bemutatására tért át, a tudományos előadások délutánra szorultak, majd idővel teljesen megszűntek.
1930-ban új korszak nyílt az Uránia történetében. Pekár Gyula eladta a mozit a német UFA Filmgyárnak, ettől kezdve UFA Palota lett belőle, s főként az UFA filmjeit játszotta nagy sikerrel. A második világháború után a Szovexport mozija lett, 1945 februárjában itt tartották az első háború utáni filmelőadást, mely természetesen a győzedelmes Vörös Hadsereg küzdelmeit mutatta be. Később az épület újra visszakerült magyar tulajdonba, s a főváros kedvelt mozija lett.
A kulturális kormányzat 2002-ben eredeti szépségében újíttatta fel a több mint százéves épületet. Az összesen 425 fős díszterem mellé ekkor két 60 fős kamaratermet is kialakítottak az Uránia épületében. E termeket később filmtörténetünk két legendás alakjáról, Fábri Zoltán filmrendezőről és a színészóriás Csortos Gyuláról nevezték el.
A díszterem mellett erkélyt és páholyokat is helyreállították ezek azóta az egyetemes és a magyar filmtörténet klasszikus alkotásainak nevét viselik. (Aranypolgár (10 fős), Hyppolit (4 fős), A nagy Ábránd (8 fős), Aranyláz (4 fős), A táncz ( 8 fős), Casablanca (8 fős), A kék angyal ( 8 fős), Meseautó (4 fős), Körhinta 10 fős) ellátott.A táncz  a legszebb, a középső díszpáholynak kölcsönzi a nevét.
Mozi technikai eszközök: nagy teljesítményű 22000 ANSI Lumen fényerejű FULL HD moziprojektor, valamint két különböző méretű, felhúzható vetítő vászon található. A nagyvászon a teljes színpadteret betölti, mérete 8,2x4,8 cm.  2013-ban a hangélményt javították 8 db NEXO PS10L/R 10” szélessávú hangsugárzó, valamint a  2 db NEXO RS15-P 2x15” sub hangsugárzó beépítésével. A vászon előtti színpad területe 100 m2, belmagassága nagy. 3 db színházi öltöző és egy VIP öltöző áll a fellépők rendelkezésére.
2019-ben a nagyterem befogadóképességénél már 460 főt tüntet fel a filmszínház honlapja, tehát 35 fő-vel emelték a befogadóképességet. Az alagsori két 60 fős kamaraterem jelen pillanatban nem üzemel.
Összehasonlításképen a legnagyobb mozi vászon Magyarországon a Corvin mozi 460 fős Korda  termében működik: 17,4 m x 7,4 m. A második legnagyobb vászon a szegedi Belvárosi mozi Zsigmond Vilmos termében működik 15 m x 6,5 m. Ez utóbbiban lévő Zsigmond Vilmos terem 550 fős befogadóképessége révén a legnagyobb magyarországi még működő klasszikus filmszínház.
Az Uránia Nemzeti Filmszínház 2006-ban a kiemelkedő műemléki helyreállításért megkapta az Európai Unió műemlékvédelmi díját, az Europa Nostra-díjat. Budapest legszebb mozija ma ismét a film és moziszerető közönség otthona, filmfesztiválok, díszbemutatók és más rangos filmszakmai események helyszíne.
2005 februárja óta az intézmény igazgatója Bakos Edit volt, 2015 márciusa óta pedig Elekes Botond.

## Épülete

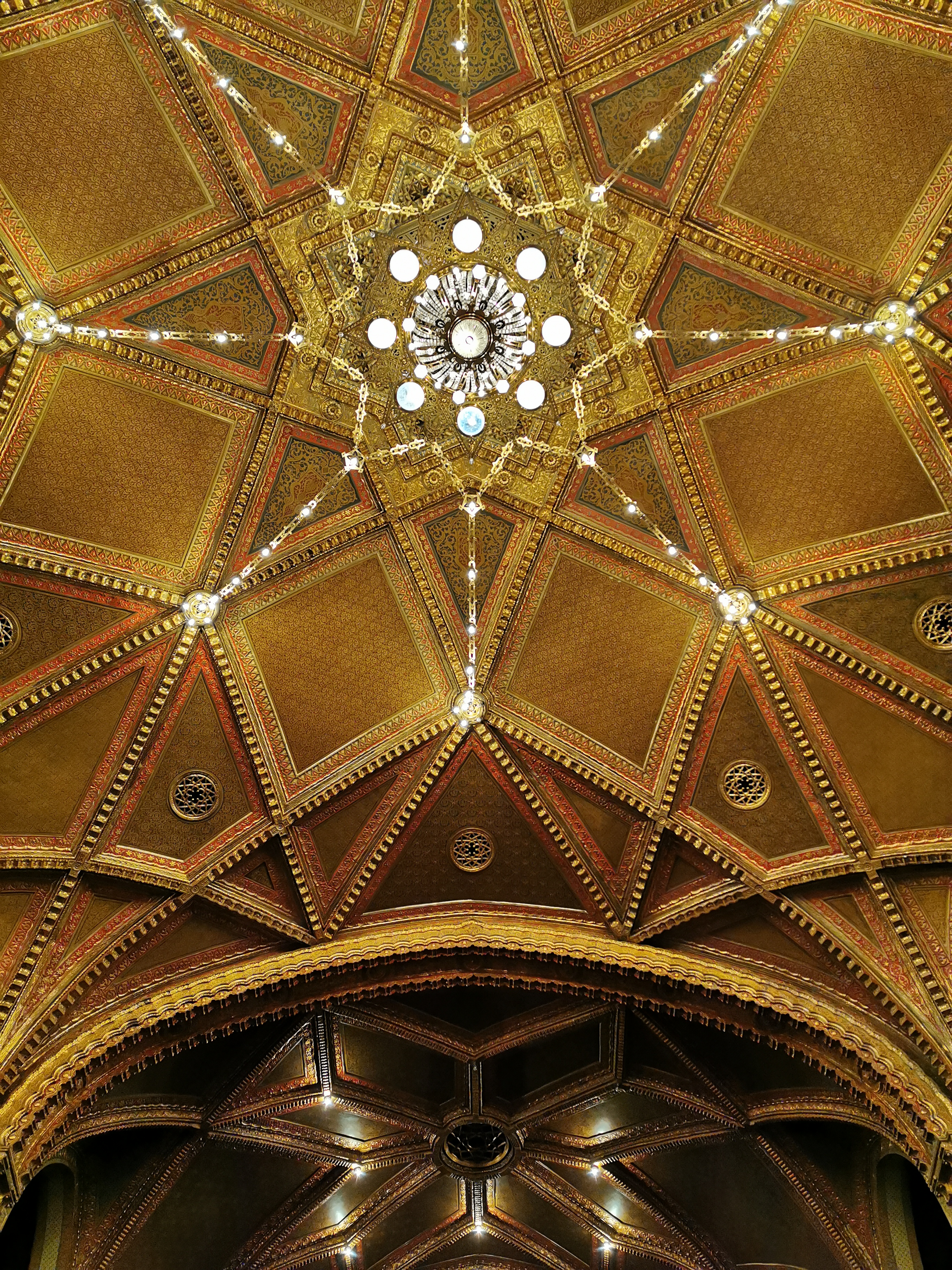
A színház díszes mennyezete

Részletek Bor Ferenc és Fehérvári Zoltán tanulmányából
"Uránia Magyar Tudományos Színház – Uránia Mozi"
In: Budapesti mozik 100 éve. Budapest: Ernst Múzeum, 2001. pp. 92–111.
„Rimanóczy Kálmán építőmester 1895 nyarán nyújtotta be a tanácshoz Kerepesi úti építkezésének engedélyezési kérelmét. A négyemeletes bérház és a vele kapcsolatosan kialakított hangverseny- és táncterem terveit Schmahl Henrik műépítész készítette.
A hamburgi születésű Schmahl (1846-1913), a kései historizmus egyéni stílussal rendelkező mestere kőművesből küzdötte fel magát önálló építésszé. Ybl Miklós mellett dolgozott a Fővámház és az Operaház építésénél. Tervezői praxist az 1880-as évek elejétől folytatott. Kezdetben ő is a korszellemnek megfelelő neoreneszánsz modorban tervezett, majd a 90-es évek elejétől fokozatosan kialakította saját, összetéveszthetetlen stílusvilágát, melyet a velencei gótika és a mór díszítőelemek tettek jellegzetessé. Andrássy úti kiemelkedő minőségű bérházai (13, 28, 52, 102) mellett több jelentős bérpalotája áll a Nagykörúton is. Schmahl már az 1880-as években specialistája lett a vasszerkezetet is alkalmazó üzlet-lakóház típusnak. Ilyen jellegű alkotása a Kossuth Lajos utca 9., melyet a Rákóczi út 7. és 21. (Uránia), valamint az elpusztult Deutsch-üzletház (József Attila u. 22. helyén) követett. Kései fő műve a Párisi udvar néven ismert Belvárosi Takarékpénztár épülete, ahol kedvenc mór stílusjegyei már szecessziós hangszerelést kaptak. A fentiek mindegyikének korábbi tervváltozatain nyomon követhető az építész stílusfordulata: a velencei-mór elemek megjelenése és térhódítása.”
„A zártsorú beépítésben álló négyemeletes, historizáló stílusú épület eredetileg lakóháznak készült, jelenleg alsó két szintjén mozi található. […] Az 5 tengelyes, 1-3-1 ritmusú főhomlokzat a quattrocento végi velencei palazzók áttört, légies, erőteljes fény-árnyékhatásra épülő homlokzat- kiképzését követi, de az architekturális tagozatok díszítése mór jellegű.”
„A belső funkcionálisan két részre különül el. A mozi az első két szinten kívül a gépház kialakítása miatt részben a második emeletre is felnyúlik. Belsőjében a keleti jelleg a mindent elborító ornamentális díszítésnek, aranyozásnak, a sötét és misztikus fényviszonyoknak köszönhetően erőteljesebben érvényesül. A Színház- és Filmművészeti Egyetem a második emelettől felfelé az egykori bérházrészt használja.”
„A szerkezeti és a dekoratív elemek többségének kialakítása illuzionisztikus: semmi sem az, aminek látszik, szinte minden festett gipszből készült: a "famennyezetek", a konzolok, a pillérek borítása. A falak ornamentális kifestése is megtévesztő, tapéta hatását kelti.”
„A rendkívül sokszínű budapesti historizmusban is külön hely illeti meg Schmahl műveit. E jeles művész olasz és német reneszánsz stílusú munkái az átlag fölötti érdekes, igényes alkotások, későbbi egyéni modorú épületei jellegzetesek, összetéveszthetetlenek, csak rá jellemzőek. Munkásságának külön is említendő értéke a századvégi igények indukálta vegyes funkciójú épületek sora. […] Az Uránia is kettős funkciójú épület: a szórakoztatásra szánt helyiségek mellett az utcai front három emeletén lakásokat építettek. A hasonló rendeltetésű építmények között – sem a színházaknál, sem a mulatóknál – nem ismerünk hasonló együttest. Az Uránia egyedülálló épülettípusa és – a változó időhöz igazított – mindmáig őrzött eredeti funkciója miatt is kulturális örökségünk megbecsülésre méltó darabja.”